# Sonntagshorn
Le Sonntagshorn est une montagne des Alpes du Chiemgau culminant à 1 961 m d'altitude, à la frontière entre l'Allemagne et l'Autriche. Il constitue le point culminant du massif.
Le nom Sonntagshorn n'a rien à voir avec le mot « Sonntag » (mot allemand pour « dimanche »), mais est dérivé de Sonnendach, ce qui signifie « toit ouvrant ». La structure de sommet ressemble à un toit du côté sud qui, en raison de sa pente relativement douce, est très fortement irradiée par le soleil.